# Vacquières

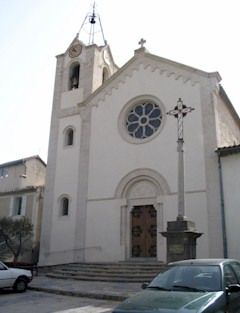
Kościół w Vacquières, 2006

Vacquières – miejscowość i gmina we Francji, w regionie Oksytania, w departamencie Hérault.
Według danych na rok 1990 gminę zamieszkiwało 231 osób, a gęstość zaludnienia wynosiła 16 osób/km² (wśród 1545 gmin Langwedocji-Roussillon Vacquières plasuje się na 684. miejscu pod względem liczby ludności, natomiast pod względem powierzchni na miejscu 550.).

## Populacja

Populacja Vacquières w latach 1962-2008